# 多々良浜の戦い
多々良浜の戦い（たたらはまのたたかい）は、建武政権期、延元元年/建武3年3月2日（1336年4月13日）に行われた合戦である。

## 経緯
後醍醐天皇の建武の新政から離反した足利尊氏は、建武政権から尊氏追討を命じられた新田義貞を箱根・竹ノ下の戦いで破り、さらに新田軍を追撃して京都の確保を図るが、1336年、楠木正成や北畠顕家らと連絡した宮方勢に京都とその近辺で敗れ海路西走し、途中播磨国の赤松則村（円心）らに助けられ、再興を賭けて九州に下った。
尊氏は、足利方に味方した肥前国守護の少弐頼尚らに迎えられる。一方、宮方に味方した肥後国の菊池武敏をはじめ、筑前国の秋月種道、肥後国の阿蘇惟直、筑後国の蒲池武久、星野家能など、九州の諸豪族の大半は宮方に味方し、その軍勢は2万騎以上まで膨れ上がる。勢いを増した宮方の軍勢は博多を攻め、少弐氏の本拠大宰府を襲撃して陥落させ、少弐貞経を自害させた。
足利勢は、筑前国宗像（現在の福岡県宗像市周辺）を本拠とする宗像氏範らの支援を受けて宗像大社に戦勝を祈願し、筑前国の多々良浜（福岡市東区多々良川付近）に布陣した菊池氏率いる宮方と戦うが、足利軍は約2千騎に過ぎなかった。兵力の差は歴然で、少弐貞経が足利軍のために調達した装備は菊池軍の大宰府攻撃の際に焼失していたため、当初は宮方の菊池軍が優勢であったが、菊池軍に大量の裏切りが出たため戦況は逆転し、菊池軍は総崩れで敗走し、阿蘇惟直は戦死した。
多数の裏切りを出した背景には、九州の諸豪族を軒並み味方につけて大軍を組織してはいても、その大半は宮方有利の情勢を見て是非なく菊池武敏に味方した者であったという事実が存在する。確かな宮方と呼べるのは阿蘇惟直ぐらいで、その他のほとんどはもともと日和見、もしくはむしろ尊氏よりの武将達であった。また、圧倒的に不利な状況であっても終始積極的な戦法を取り、一度宮方に付いた者の寝返りを誘った尊氏の戦略も見逃せない。
この戦いの結果により九州のほぼ全域が足利方につくこととなり、尊氏は体勢を整え直した。尊氏は一色範氏や仁木義長などを九州の抑えとして残して再び上洛し、摂津国湊川の戦いで楠木正成を破る。
しかし、この戦いの後も菊池氏は頑強に抵抗を続けた。

## 古戦場
当時の戦場の多くが福岡流通センターの敷地となっており、その一角の県道福岡直方線流通センター西口交差点（西鉄バス浜田バス停・JR九州バス直方線筑前浜田バス停付近）に記念碑が建てられている。そこから南東に進むと戦死者を祀った兜塚の跡があり「兜塚由来記」の碑が建てられている。

## 備考
- 『太平記』の記述では、菊池勢4 - 5万騎に対し、尊氏勢は500騎（100倍差）と誇張表現が見られる。
- 一色範氏が九州に残ったことで、その後、室町幕府体制下の九州探題の先例となり、初代九州探題とされるようになる[1]。